# إف إن سي إنترتينمنت
إف إن سي إنترتينمنت (에프엔씨 엔터테인먼트)، هي شركة كورية جنوبية، كانت تعرف في سابق باسم بإف إن سي ميوزيك، وبداية الاسم هو اختصار ل "fish and cake". تأسست بواسطة المغني والمدير والمنتج هان سونغ هو (한성호)، كانت بدايتها في تخصص إدارة أعمال الموسيقيين ولكن تغير الاسم إلى إف إن سي إنترتينمنت في عام 2012، وبدأت في توسيع أعمالها التجارية في حقل الترفيه .

## مملكة إف إن سي

### فنانو تسجيل

#### منفردين
- جونيل (مغنية)
- جونغ يونغ هوا
- لي هونغ جي

#### مجموعات
- إس إف ناين
- إف تي آيلاند
- سي إن بلو
- إي أو إي
- إن.فلاينغ
- تشيري بوليت

| - إف تي تريبل - إي أو إي بلاك |

### الممثلون والممثلات
- Jung Hae-in
- Jung Jin-young
- Kim Jae-hyun
- Kim Seo-jin
- Kim So-young
- Choi Jong-hoon
- Choi Min-hwan
- جو جاي-يون  [لغات أخرى]‏
- جونغ يونغ هوا
- كانغ من هيوك
- كيم مين سيو
- كيم سول هيون
- كواك دونغ يون
- كوون مينا
- إي دا هاي
- لي دونغ-جيون  [لغات أخرى]‏
- لي هونغ جي
- Lee Jae-jin  [لغات أخرى]‏
- إي جونغ هيون
- إي جونغ شن
- بارك تشوا
- Park Gwang-hyun
- سو يونا
- شين هاي-جيونغ
- Song Seung-hyun
- Sung Hyuk
- يون جين سيو

| - يو جاي سوك - جونغ هيونغ دون - لي غوك جو - Song Eun-yi - Noh Hong-chul - Kim Yong-man - جي سوك جن | - آندي سو - ياو مينغ-مينغ |

## عروض تلفزيونية
| سنة  | عنوان                                                | أعضاء                        | شبكة | نوع            | ملاحظة      |
| ---- | ---------------------------------------------------- | ---------------------------- | ---- | -------------- | ----------- |
| 2013 | Marry Him If You Dare                                | لي دونغ-جيون ‏، جونغ يونغ هوا | KBS2 | دراما كورية    | إنتاج مشترك |
| 2014 | Cheongdam-dong 111                                   | FNC All                      | tvN  | تلفزيون الواقع | إنتاج       |
| 2014 | Cheongdamdong 111: N.Flying's Way of Becoming a Star | FNC All                      | tvN  | تلفزيون الواقع | إنتاج       |
| 2015 | Thank You, Son                                       | إي جونغ شن                   | KBS2 | دراما كورية    | إنتاج       |
| 2015 | Who Are You: School 2015                             | N/A                          | KBS2 | دراما كورية    | إنتاج       |

## شركات تابعة
- إف إن سي أكاديمي (كوريا الجنوبية )
- أي إل إنترتينمنت (اليابان)

## روابط خارجية
- الموقع الرسمي لإف إن سي إنترتينمنت